# 铁血联盟2
《铁血联盟2》是一款战术角色扮演游戏，为铁血联盟系列的第三部作品。游戏在1999年发布于Microsoft Windows平台，后由Tribsoft移植至Linux，于2000年推出资料片未竟之事，又于2004年以资料片形式发布了野火模组的商业版本。游戏主体与《未竟之事》扩展包还于2002年一同以铁血联盟2：黄金包的名义发售。
游戏发生在虚构的国家Arulco，该国已被残酷的君主Deidranna统治了数年。玩家控制雇佣兵，须在当地居民和民兵的帮助下击败Deidranna。
游戏包含一幅Arulco的地图，玩家可通过这一战略界面向自己的部队发出移动、长时间训练等高层次命令。战斗以及对具体位置的探索则发生在另一战术界面中，玩家可在此向雇佣兵发出奔跑、射击、交谈等直接命令。玩家的雇佣兵可使用游戏内包含的大量各式武器、护甲和物品。
游戏在欧洲获得了商业成功。据芬兰游戏媒体Pelit估计，至2006年其销量达到30万份；但它在美国则销量不佳。游戏受到了评论人的广泛好评，因其高自由度、鲜明的角色、非线性和具策略性的玩法而受到称赞。

## 游戏玩法
游戏允许玩家控制几名雇佣兵，他们可以探索并从敌人手中夺回城镇和其他领地。随着游戏的进展，玩家可以雇佣新的雇佣兵并获得更好的武器和护甲以对抗敌人。
地图界面以方形网格（称为领区）显示Arulco的地图以及敌人和玩家部署的部队。这是游戏的战略方面，玩家可指挥自己的部队并控制时间的进展，时间的进展的速度可控。从这里，玩家还可访问游戏中的笔记本电脑，允许玩家接收来自其他游戏中角色的电子邮件、购买武器和装备以及雇佣和解雇雇佣兵。这个界面用来给雇佣兵分配任务。拥有医疗包和医疗技能的雇佣兵可以被设置为照顾受伤的雇佣兵；这大大加快了受伤雇佣兵的康复速度。拥有工具箱和机械技能的雇佣兵可以修复受损的武器、工具和护甲以及拥有的车辆。雇佣兵可以自己锻炼技能，也可以担任教练或学员。接受培训的学员可以提高他们选择学习的技能。雇佣兵还可以训练当地居民成为民兵，在雇佣兵离开时保卫领区。雇佣兵可以被命令在各个区域之间步行。若玩家在游戏中获得地面或空中交通工具，可命令雇佣兵乘坐交通工具，以便更快地在各区域之间移动。
在战术界面下，玩家可在实时交互和回合制战斗中控制单个雇佣兵。战术界面以等轴测投影显示每一个领区。在这里玩家可以查看地形、探索建筑物并寻找物品。尽管游戏没有视觉战争迷雾，但只有当玩家控制的角色或盟友的角色可从视野中看到非玩家角色 (NPC) 时，NPC才会出现在屏幕中。除非战斗开始，然后游戏切换到回合制战斗模式，否则游戏时间在战术屏幕上实时推进。玩家可以控制单个雇佣兵或一群雇佣兵，发出移动、通信等各种交互命令。雇佣兵可以奔跑、行走、游泳、蹲伏或爬行。雇佣兵可以爬上平顶建筑物的屋顶。
每当玩家和敌军占据同一领区时就会发生战斗。游戏实时进行，直到一支部队的成员发现对方。然后游戏将切换到回合制游戏模式。每支部队交替移动、攻击和执行各种其他动作。每个角色用于执行行动的行动点数量有限。行动点会在每轮开始时更新，具体取决于雇佣兵的物理状态。一些未使用的行动点将累积至下回合。若战斗人员在敌人的回合中剩余一些行动点并发现敌人，他们就有机会打断敌人的回合并执行行动。
雇佣兵可以用多种不同的方式攻击敌人。包括手枪、机枪、步枪等枪支，刀具和手榴弹等近战武器和投掷武器，迫击炮、火箭弹和轻型反坦克武器等重型武器以及地雷和炸弹等爆炸物。当雇佣兵攻击时，他们有一定的几率击中目标，具体取决于适当的技能、射击线路上的障碍物以及瞄准所花费的行动点数。墙壁、门和许多物体都可以使用炸药或重型武器摧毁。若玩家选择这样做，一些战斗可能会由此自动解决。
游戏包括潜行元素。雇佣兵可以在正常或潜行模式下移动。在潜行模式下，雇佣兵会尝试在不发出任何噪音的情况下移动。潜行移动会消耗更多的行动点，但可能成功地向敌人隐藏自己的位置。游戏包含不会发出巨大噪音的武器和伪装套件，使用时可提升当前环境中雇佣兵的伪装度。雇佣兵属性和一些特殊技能会影响他们的隐秘程度。
游戏包含大量不同的物品。其中包括武器、护甲、工具和杂物。物品可以由雇佣兵传递、掉落或投掷。若雇佣兵死亡，他们会掉落所有物品。敌人有时会在死亡时掉落物品。雇佣兵可在接受雇佣时使用自己的战斗装备。随着游戏的进展，在线商店会出售更多、更好的武器、护甲和工具。雇佣兵可以装备和携带库存的各种物品。雇佣兵可以在头部、胸部和腿部佩戴护甲。某些技能和交互需要手持特定的工具或物体。雇佣兵可以持有一件大型武器或双持两件小型武器。武器可以通过特殊附件进行改装，例如消音器或两脚架。
玩家需要金钱来支付雇佣兵工资和购买装备。游戏开始时，玩家会获得一定数量的金钱。游戏中的主要收入来源是位于多个城镇的银矿和金矿。玩家须夺得这些城镇区域并说服当地矿工为玩家工作以获得每日收入。武器、设备和杂物可出售给当地商人。
尽管反抗军指示玩家首先前往Drassen，但玩家可以任何自己希望的顺序占领城镇并探索乡村。占领任何城镇均非硬性条件。此外，几乎每个领区都可通过两个以上的位置进入。玩家可在大量不同的雇佣兵之间进行选择，允许出于特定目的进行组合 - 例如潜行作战、夜战、近战等。游戏包含随机的宝箱、角色和某些因游戏而异的事件。

### 角色
《铁血联盟2》中的角色有雇佣兵、敌人、盟友和城镇居民；玩家可控制已雇佣的角色与许多NPC角色进行互动。
游戏几乎完全通过选择的雇佣兵进行。雇佣兵可以从私人军事公司网站雇佣，也可从当地居民之间招募。玩家可创建一名个性化的、唯一的佣兵。
角色由以角色属性点数展示的技能来定义。每个角色都有经验等级、五种属性（敏捷、灵巧、力量、领导、智力）和四种技能（射击、爆破、机械、医疗）。角色的等级可通过积极参与游戏来得到提高。通过执行基于这些技能的行动或通过培训来提高技能。若角色受到重伤，属性点可能会丢失。除此之外，雇佣兵可拥有两种（或一种专家级）特殊技能以增强他 (或她) 某方面的表现，例如潜行或投掷。
每个角色都有一定数量的生命值，当受到伤害时生命值会减少。可使用急救箱包扎伤口。这可防止角色流血和失去更多生命值，但并不会恢复生命值。受伤的雇佣兵所获得的行动点与他们的伤口成比例地减少。生命值可以通过休息、接受另一名雇佣兵的“医生”-“病人”指令组合以治疗和恢复，或去医院恢复。当雇佣兵的生命值很低时，角色会倒在地上慢慢死去，在接受治疗之前无法做任何事。若角色死亡则无法复活。
角色具有一定的精力水平，可通过睡眠、休息、喝水或注射来恢复。移动、潜行和被击中都会消耗精力。长时间没有休息的疲惫的雇佣兵会更快地疲惫不堪。疲惫的角色会倒在地上，直到他们恢复一些精力。
雇佣兵有士气水平，主要因胜利和成功击杀敌人而提高，反之则降低。快乐的雇佣兵表现更好，而不快乐的雇佣兵会抱怨并可能完全离开玩家的部队。
互相喜欢并一起工作的雇佣兵会比其他人有更高的士气。互相不喜欢的雇佣兵会经常抱怨，最终两名雇佣兵中的一名会退出。若玩家已经雇佣了一名雇佣兵不喜欢的人，后者可能会拒绝被雇佣。

## 剧情
铁血联盟2的故事发生在虚构国家Arulco，该国直到1980年代末都由独特的民主君主制统治 - 君主领导国家，但每十年举行一次选举以维护其合法性。1988年，选举候选人Enrico Chivaldori为了提高自己的声望，迎娶了罗马尼亚的Deidranna Reitman为妻，并最终获胜。然而，事实证明，Deidranna不仅仅是一颗棋子；她表现出对权力的渴望，诬陷Chivaldori谋杀了他的父亲。Enrico假装死亡，逃出了Arulco。她消除了自己前进道路上的所有其他障碍，巩固了自己的权力，并将Arulco转变为一个独裁国家。
游戏开始时，Chivaldori雇佣玩家以任何必要的方式除掉Deidranna。他让玩家和他们的雇佣兵部队与北部城镇Omerta的抵抗运动接触。Omerta在游戏开始前不久遭受了大规模袭击，小镇遭到破坏，几乎成为废墟。抵抗军领袖Miguel Cordona，前选举候选人和Enrico的对手，引导玩家前往Drassen市。
游戏也包含科幻模式，引入了现实模式中不存在的敌人——异形 (Crepitus)，一种生活在地下的巨型昆虫，它们会侵扰矿井，偶尔会出现在地表。

## 开发
游戏的演示版包含一张名为“Demoville”的独特地图，于1998年夏天通过各种游戏杂志发行。
AmigaOS 4平台可运行的开源版于2008年6月28日发布。

## 评价

### 销售
《铁血联盟2》取得了商业上的成功——制作人Ian Currie称其是TalonSoft发行的第二大热门游戏。然而游戏在北美遭遇失败——PC Data报告称，截至1999年底，铁血联盟2的销量为24,000份。GameSpot的编辑将其提名为1999年“无人玩过的最佳游戏”奖，该奖项最终颁给了门徒：圣地。关于《铁血联盟2》的全球销量，Pelit的Niko Nirvi报告称“销量预计将在150,000至500,000之间”。他表示，团队成员Chris Camfield当时估计，到2006年其销量将达到300,000份，Nirvi表示这个数字“听起来很可信”。

### 各方评论
《铁血联盟2》在评论汇总网站GameRankings中获得了85.09%的评分。GameSpot称赞其非线性游戏玩法、行动自由度、多样化的战术和雇佣兵多样的角色特征，而IGN则强调其故事的讲述和角色扮演、详细的世界刻画、具有挑战性的AI敌人和出色的音频。电脑游戏世界颁发了游戏编辑选择奖，Jeff Green将其描述为一款硬核游戏，称赞其雇佣兵的选择、重玩价值和战斗计划，并指出尽管AI不是很智能，图形也不是很强。
《铁血联盟2》曾入围电脑游戏杂志、GameSpot和电脑游戏世界1999年“年度策略游戏”奖，但分别输给了过山车大亨、帝国时代II和家园。游戏还得到GameSpot提名“最佳音效”和“最佳无人玩过的游戏”。《电脑游戏杂志》的编辑写道：“Sir-tech将详细的战术策略和角色扮演完美地结合在一起，达到了预期效果。有多少实时游戏具有如此大的张力？”

## 传承
原版《铁血联盟2》发布后，又发布了两部续集和各种模组，其中包括2014年10月在Steam上发布的前传《铁血联盟：闪回》。

### 未竟之事
《铁血联盟2：未竟之事》，也称为《铁血联盟2.5》，是Sir-Tech于2000年12月5日发布的一部简短的、基于任务的独立续集。此版本对战斗引擎以及场景编辑器进行了一些调整，游戏玩法基本保持不变。
《未竟之事》中引入了一个新情节。Arulco利润丰厚的矿山原所有者已经返回，并在附近的Tracona岛建立了导弹基地，要求将矿山归还给他们。他们摧毁了Arulco现在空荡荡的Tixa监狱，表示若他们的要求得不到满足，Arulco会是相同的结局。玩家必须组建一支雇佣兵队伍渗透Tracona并摧毁导弹基地。玩家可选择载入之前保存的《铁血联盟2：黄金版》游戏存档中的角色以进行游戏。未竟之事比原版困难很多。
本作显得仓促，因为游戏玩法与原作几乎相同，但《未竟之事》的游戏时间要短得多，而且剧情是线性的，因此缺乏重玩价值。Sir-tech当时正面临财务问题，最主要的麻烦是难以寻找出版商。

### 黄金包
铁血联盟2：黄金包 (Jagged Alliance 2: Gold Pack)由Strategy First于2002年8月6日发布，并在《铁血联盟2》的最终版本中添加了对《未竟之事》的改进。包中包含场景编辑器。
黄金包对难度设置进行了显著的改变。选择高级难度级别的玩家可自行决定是否允许在战斗中保存游戏，这与原版《铁血联盟2》不同，后者会自动设置这些设置。
截至2006年7月，游戏可通过Steam商店以及Turner Broadcasting的GameTap获得。

### 野火
《铁血联盟2：野火》由i-Deal Games于2004年作为Strategy First的官方资料片发布。游戏的源代码与《野火》捆绑发布，允许非商业使用。
与原版《铁血联盟2》相比，《野火》并没有改变游戏引擎或控件。相反，重点是设计改进的环境、新物品和更强大的敌人。这为玩家提供了更具挑战性的战役，但目标和进度保持不变。在游戏特色方面，游戏几乎保持不变。
2005年，欧洲发行商Zuxxez Entertainment重新发布了《野火》的商业版本，即6.0版，《铁血联盟》系列在其第二版首次亮相五年多后，仍在商店货架上销售。野火6.0版本包含更改的源代码、经过调整的图形引擎（允许更高的分辨率）、替换了部分雇佣兵并将小队规模从6人增加到10人。

### 卷土重来
《铁血联盟：卷土重来》是《铁血联盟2》的3D重制版。由Coreplay开发，并于2012年由bitComposer Interactive和Kalypso Media发行。于2010年宣布名为《铁血联盟2：重装上阵》，并于2011年更名为《卷土重来》。

### 模改和社区发展
在《铁血联盟2：黄金版》发布后，尤其是在源代码发布后，出现了大量的社区模组。著名的例子包括Stracciatella、v1.13、Urban Chaos和Deidranna Lives。

#### JA2-Stracciatella

JA2-Stracciatella标志

JA2-Stracciatella项目旨在通过将普通野火源代码移植到SDL作为底层库，使铁血联盟2实现跨平台运行。macOS、Linux、Android及其他源端口也随之发布。Stracciatella可被视为一个非官方补丁项目，因为其第二个重点是修复技术错误（如缓冲区溢出）并在不改变游戏平衡的情况下消除技术限制。项目发起人Tron在项目储存库中最后一次提交的版本号是2010年8月的r7072。2013年3月，JA2-Stracciatella项目由另一位开发人员继续，并转移到新的储存库。引入了对更高分辨率的支持和其他修复。2016年3月，该项目在GitHub上继续进行。

#### v1.13
v1.13是《铁血联盟2黄金版》的增强版以及游戏的部分转换模组。与原始代码相比，主要变化是将许多以前硬编码的变量“外部化”为可编辑的XML文件，从而为用户提供了极大的修改灵活性。它引入了许多新功能和项目，以及多人游戏模式。自2007年7月起，1.13成功移植到Linux上。v1.13还向后兼容原始的《铁血联盟2》安装文件。

## 相册

《铁血联盟2》中文版截图02
《铁血联盟2》中文版截图03
《铁血联盟2》中文版截图04

## 脚注
1. ↑  由Tribsoft（英语：Tribsoft）移植到Linux。
2. ↑  Linux版本由Titan Computer发布。

## 引文
1. ↑  . RPG Vault. 1999-11-27  [2007-11-26]. （原始内容存档于2007-11-11）.
2. ↑  . TopWare Interactive（英语：TopWare Interactive）. 2000-01-11  [2024-06-02]. （原始内容存档于2001-07-12）.
3. ↑  . IGN.   [2024-08-10]. （原始内容存档于2024-12-03） （英语）.
4. ↑  . Gone Gold.   [2024-04-27]. （原始内容存档于2001-02-10）.
5. ↑  . 2000-11-24  [2024-08-09]. （原始内容存档于2001-02-22） （中文）.
6. ↑  . 2000-11-24  [2024-08-09]. （原始内容存档于2024-08-07） （中文）.
7. ↑  . Tribsoft（英语：Tribsoft）.   [2024-04-27]. （原始内容存档于2001-03-08）.
8. ↑  Fred：我会尽力多召人，我们挖的矿石都是你的 ...我无法说服所有人。这将取决于你。Sir-Tech.  PC. TalonSoft. 1999.
9. 1 2 3 4  Chorosinski, Andy. .   [2009-06-04]. （原始内容存档于2024-11-26）.
10. ↑  游戏内文本：Arulco的前任政府是一个独特的民主君主制。尽管该国是一个由国王和王后统治的王国，但每十年举行一次自由选举以维护其合法性。Sir-Tech.  PC. TalonSoft. 1999.
11. ↑  游戏内文本：婚礼将对选举产生强烈、积极的影响，从而保证Chivaldori的胜利。Sir-Tech.  PC. TalonSoft. 1999.
12. ↑  游戏内文本：罗马尼亚血统的Deidranna Reitman被选中。Sir-Tech.  PC. TalonSoft. 1999.
13. ↑  游戏内文本：Enrico当选国王一年内，他的父亲Andreas Chivaldori被发现死亡。大量间接证据导致Enrico Chivaldori因谋杀父亲而被捕并入狱。Sir-Tech.  PC. TalonSoft. 1999.
14. ↑  游戏内文本：在护送Enrico转移的前一天晚上，武装护卫队遭到燃烧弹袭击。宫殿官员将对Enrico的暗杀归咎于Miguel的反抗军。Sir-Tech.  PC. TalonSoft. 1999.
15. ↑  Fatima：这 (信) 由Enrico本人签名，包含我们帮助他逃离Arulco当晚的详细信息。Sir-Tech.  PC. TalonSoft. 1999.
16. ↑  游戏内文本：过去十年来，政府/独裁政府打着君主制的幌子。 /统治者：Deidranna Reitman女王/包括教育在内的大多数政府服务大约在八年前终止。Sir-Tech.  PC. TalonSoft. 1999.
17. ↑  Enrico：记得去找Miguel并将我的信交给他。Sir-Tech.  PC. TalonSoft. 1999.
18. ↑  Fatima：Enrico招募了雇佣兵来帮助我们进行斗争。Sir-Tech.  PC. TalonSoft. 1999.
19. ↑  Deidranna：我们镇压了Omerta的叛乱分子！Sir-Tech.  PC. TalonSoft. 1999.
20. ↑  Fatima：Deidranna连续两个多月对我们进行残酷的轰炸和袭击。 Sir-Tech.  PC. TalonSoft. 1999.
21. ↑  Miguel：Deidranna希望将Omerta从这个国家的地图上抹掉。Sir-Tech.  PC. TalonSoft. 1999.
22. ↑  游戏内文本：Enrico Chivaldori面对的是一位非常受欢迎的对手，名叫Miguel Cordona。Sir-Tech.  PC. TalonSoft. 1999.
23. ↑  Carlos：我们需要安全前往Drassen，否则会有更多人死亡。Sir-Tech.  PC. TalonSoft. 1999.
24. ↑  Miguel：优先考虑的是开辟一条前往Drassen获取补给的安全路线。Sir-Tech.  PC. TalonSoft. 1999.
25. ↑  . OS4Depot.   [2020-02-20]. （原始内容存档于2024-08-07）.
26. 1 2  Niko Nirvi（英语：Niko Nirvi）. . Pelit. 2006-03-21. （原始内容存档于2018-11-07） （芬兰语）.
27. ↑  Geryk, Bruce. . GameSpot. 2000-08-22. （原始内容存档于2004-04-23）.
28. 1 2 3  Staff. . GameSpot.   [2020-01-29]. （原始内容存档于2000-08-17）.
29. 1 2  . GameRankings.   [2023-10-28]. （原始内容存档于2009-04-27）.
30. ↑  Mayer, Robert. . 电脑游戏杂志. 1999-07-30. （原始内容存档于2003-05-15）.
31. 1 2  Green, Jeff. . 电脑游戏世界. Vol. 184 (Ziff Davis). 1999-11: 140, 142.
32. 1 2  Dulin, Ron. . GameSpot. 1999-07-23  [2024-08-11]. （原始内容存档于2023-03-27）.
33. 1 2  Blevins, Tal. . IGN. 1999-08-03  [2020-01-29]. （原始内容存档于2021-12-03）.
34. ↑  Davies, Jonathan. . PC Gamer. No. 73. 1999-09. （原始内容存档于2001-09-06）.
35. ↑  Morris, Daniel. . PC Gamer US. （原始内容存档于2006-10-18）.
36. ↑  Vaughan, Craig. . PC Zone（英语：PC Zone）. 1999-09, (80): 77.
37. ↑  Staff. . 电脑游戏世界. No. 188. 2000-03: 69–75, 78–81, 84–90.
38. 1 2  Staff. . 电脑游戏杂志. 2000-03-06. （原始内容存档于2005-03-24）.
39. ↑  Staff. . IGN. 2000-12-06  [2024-08-11]. （原始内容存档于2024-08-10）.
40. 1 2  . Gamespot. 2000-12-14  [2024-08-11]. （原始内容存档于2019-07-18）.
41. 1 2  . GameZone. 2000-12-13  [2009-06-04]. （原始内容存档于2009-01-30）.
42. ↑  . IGN. 1998-10-16  [2024-08-11]. （原始内容存档于2020-06-25）.
43. ↑  . Gamespot. 2001-07-21  [2009-06-04]. （原始内容存档于2020-04-10）.
44. ↑  . Gamespot. 2001-07-21  [2009-06-04]. （原始内容存档于2015-09-22）.
45. ↑  . Manifesto Games. 2001-07-21  [2009-06-04]. （原始内容存档于2007-08-06）.
46. ↑  .   [2008-04-09]. （原始内容存档于2010-11-11）.
47. ↑  . Steam. 2006-07-06  [2024-08-07]. （原始内容存档于2024-12-13）.
48. ↑  .   [2009-06-03]. （原始内容存档于2009-07-21）.
49. ↑  . 2004-03-08  [2024-08-11]. （原始内容存档于2024-08-10）.
50. ↑  .   [2024-08-11]. （原始内容存档于2024-08-10）.
51. ↑  Burnes, Andrew. . ign.com. 2004-02-25  [2024-08-11]. （原始内容存档于2024-08-08）.
52. ↑  .   [2024-08-11]. （原始内容存档于2023-03-22）.
53. ↑  . TopWare Interactive（英语：TopWare Interactive）. 2004-12-07  [2024-08-11]. （原始内容存档于2022-10-04）.
54. ↑  .   [2009-06-01]. （原始内容存档于2012-07-17）.
55. ↑  Gillen, Kieron. . Rock, Paper, Shotgun. Gamer Network. 2010-08-20  [2023-03-18]. （原始内容存档于2024-05-28）.
56. ↑  . jaggedalliance.com. 2010-08-20  [2023-03-18]. （原始内容存档于2013-07-31） （德语）.
57. ↑  . jaggedalliance.com. 2011-02-02  [2023-03-18]. （原始内容存档于2013-07-31） （德语）.
58. 1 2  Smith, Adam. . Rock, Paper, Shotgun. 2011-10-14  [2014-02-02]. （原始内容存档于2024-08-10）.
59. ↑  Ancheta, Justin. . Inside Mac Games（英语：Inside Mac Games）. 2012-06-01  [2014-03-29]. （原始内容存档于2020-08-08）. Jagged Alliance 2 [...] and maintains both a tutorial for getting GOG games to run on Mac OS X, and a list of games he has personally tested to work on Mac OS X through CrossOver, Wineskin, and open source ports.
60. ↑  . （原始内容存档于2017-12-01）. Jagged Alliance 2[...] Source ports available at: http://ja2.monkeyphysics.com/home/osx 的存檔，存档日期2012-01-06., and at https://bitbucket.org/gennady/ja2-stracciatella/downloads
61. ↑  .   [2014-03-30]. （原始内容存档于2012-01-06）.
62. ↑  JA2 Stracciatella Feedback » Jagged Alliance 2 Android Stracciatella Port RC2 Release - please test 的存檔，存档日期2012-10-23. on the Bear's Pit Forum, 2011-10-03
63. ↑  tron. . tron.homeunix.org. 2009-06-15  [2012-01-28]. （原始内容存档于2012-01-26）. Fix a vanilla buffer overflow when loading/saving savegames.
64. ↑  tron. . ja-galaxy-forum.com. 2008-05-28  [2024-08-11]. （原始内容存档于2024-08-10）. What is the goal of JA2-Stracciatella? The goal is to make Jagged Alliance 2 available to a wide range of platforms, improve its stability, fix bugs and provide a stable platform for mod development.
65. ↑  gennady / ja2-stracciatella / wiki / Home — Bitbucket （页面存档备份，存于） bitbucket.org
66. ↑  Gennady. . ja-galaxy-forum.com. 2013-03-04  [2024-08-11]. （原始内容存档于2024-08-10）. Update 2013-03-13: Added support for high video resolutions. For example, game can be started in 1024x768 mode like this: ja2.exe -res 1024x768. Any reasonable resolution should work. Some bugfixes from this forum have been integrated. [...]
67. ↑  JA2 Stracciatella Continued Continued （页面存档备份，存于） ja2-stracciatella.github.io (2016-03-12)
68. ↑  Lahti, Evan. . PC Gamer. 2013-10-13  [2024-08-11]. （原始内容存档于2024-08-10）.
69. ↑  .   [2008-05-08]. （原始内容存档于2024-12-12）.
70. ↑  . （原始内容存档于2011-05-31）.
71. ↑  . 2007-07-12  [2024-08-11]. （原始内容存档于2024-11-27）.